# Agricultor

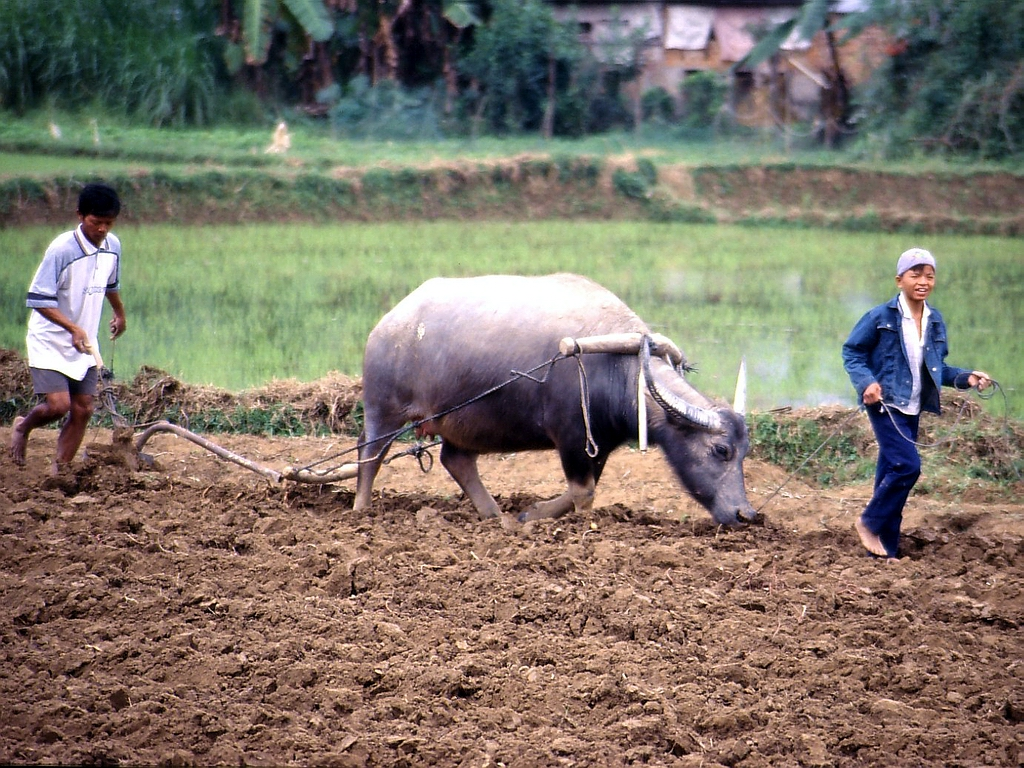
Agricultores en Vietnam preparando la tierra para cultivar arroz.

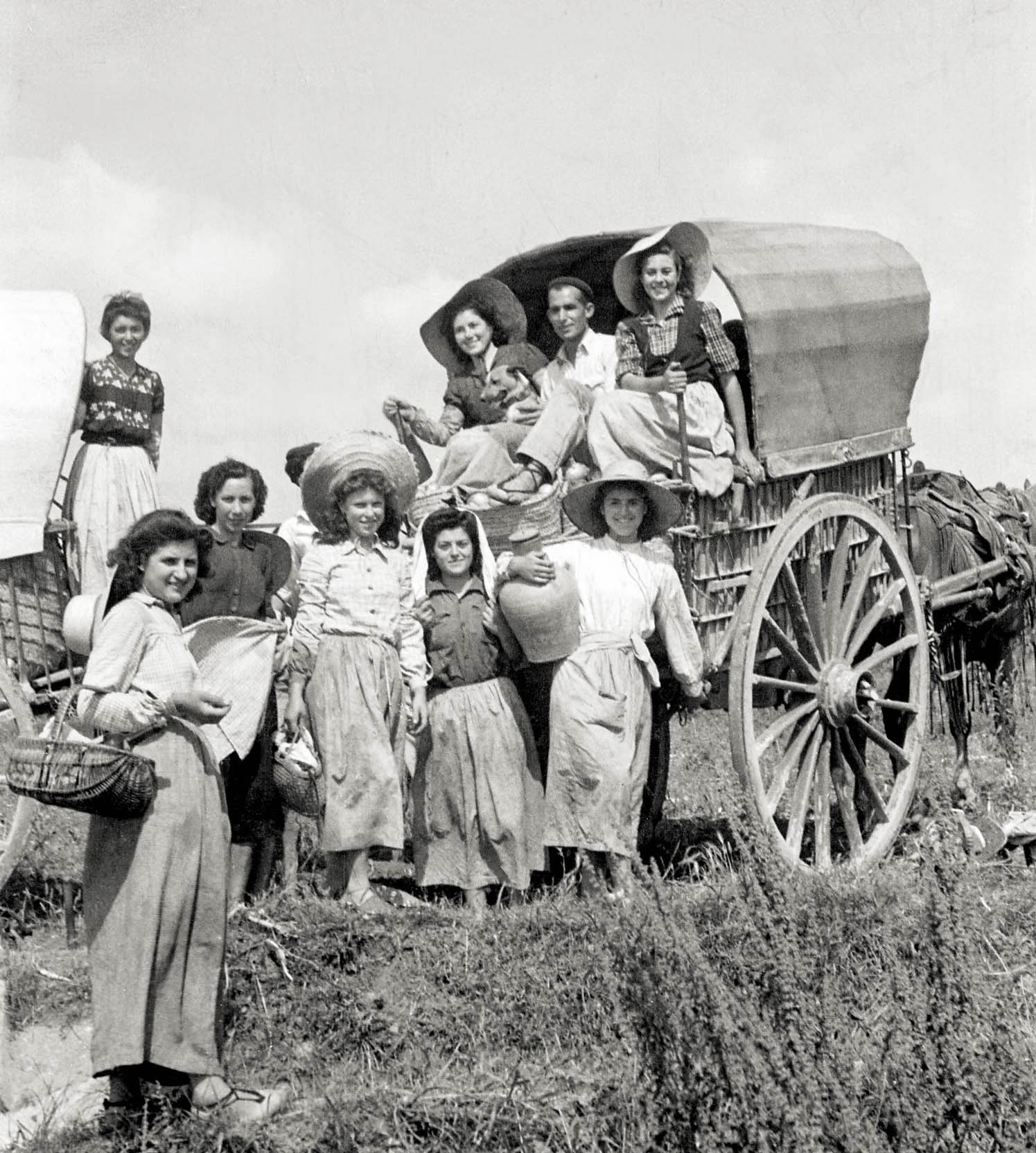
Jornaleras del campo en Picasent descansando, 1947

Un agricultor, labrador o labriego es la persona que se dedica a cultivar la tierra en una explotación agraria para la extracción y aprovechamiento de los recursos que origina, tales como: alimentos vegetales como cereales, frutas, hortalizas, pastos cultivados y forrajes, fibras utilizadas por la industria textil, cultivos energéticos, etc.; por cuenta propia.

## Historia
Los comienzos de la agricultura se remonta al Neolítico, siendo una de las características definitorias de esa época. En la Edad del Bronce, los sumerios ya tenían mano de obra especializada en agricultura hacia el año 5000- 4000 AC., y dependían en gran medida del riego para cultivar. Se organizaban en equipos de tres personas para cosechar en la primavera. Los agricultores del Antiguo Egipto cultivaban, dependían e irrigaban el agua del Nilo.
La cría de animales, la práctica de criar animales específicamente con fines agrícolas, existe desde hace miles de años. Los perros fueron domesticados en el este de Asia hace unos 15.000 años. Las cabras y las ovejas se domesticaron alrededor del año 8000 AC. en Asia. Los cerdos fueron domesticados hacia el 7000 AC. en el Medio Oriente y China. La evidencia más temprana de domesticación de caballos data de alrededor del 4000 AC.

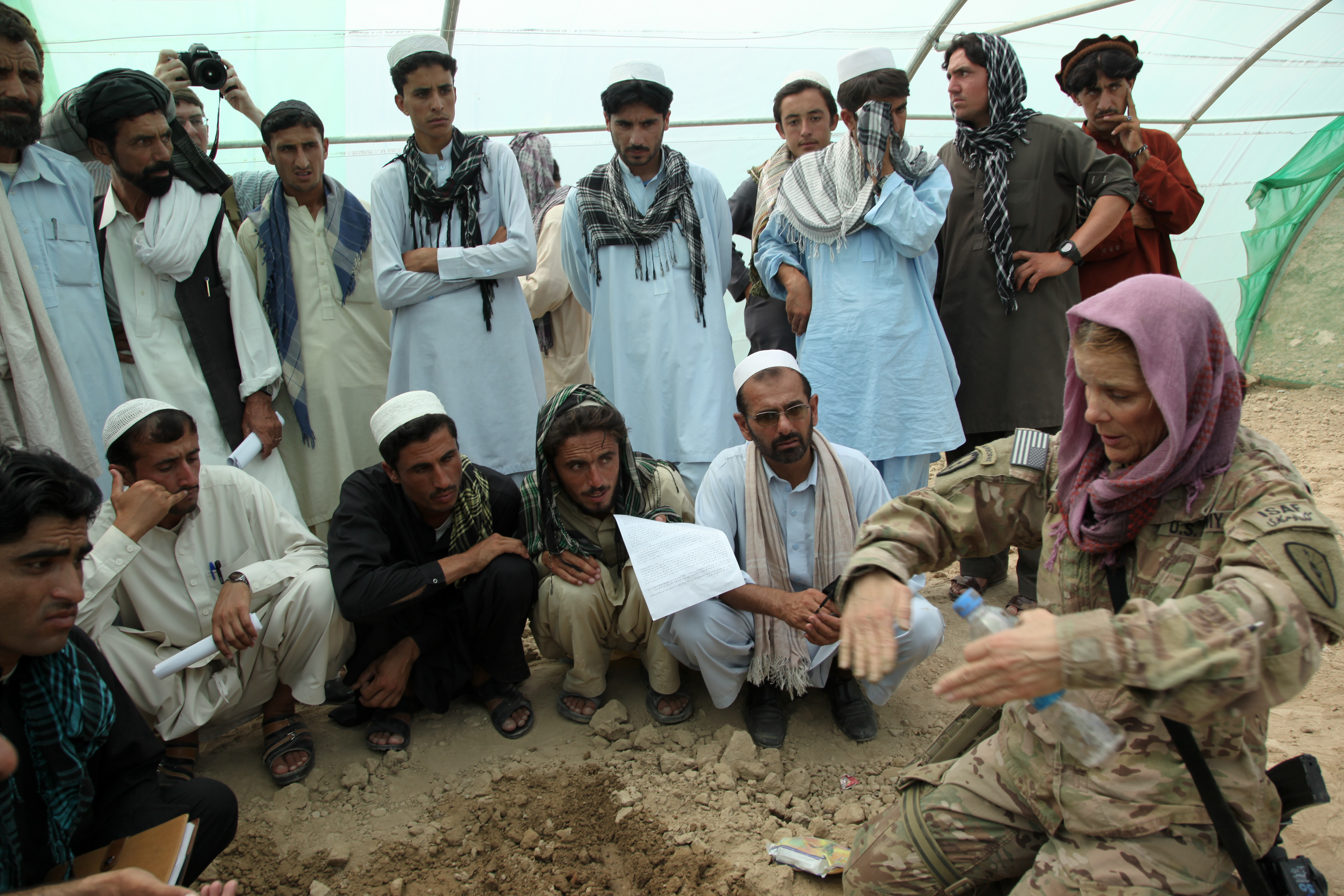
Agricultores afganos recibiendo capacitación sobre invernaderos.

### Avances tecnológicos
En los Estados Unidos de la década de 1930, un agricultor solo podía producir alimentos suficientes para alimentar a otros tres consumidores. A principios del siglo XXI un agricultor produce suficientes alimentos para alimentar a más de cien personas. Sin embargo, algunos autores consideran que esta estimación es errónea, ya que no tiene en cuenta que la agricultura requiere energía y muchos otros recursos que deben ser proporcionados por trabajadores adicionales, por lo que la proporción de personas alimentadas a los agricultores es en realidad inferior

## Descripción del trabajo
Habitualmente, para el ejercicio de su trabajo (labor que se denomina "agricultura"), el agricultor se ayuda de herramientas y maquinaria que han ido evolucionando a lo largo de la historia y que han marcado la evolución de las civilizaciones.

### Características

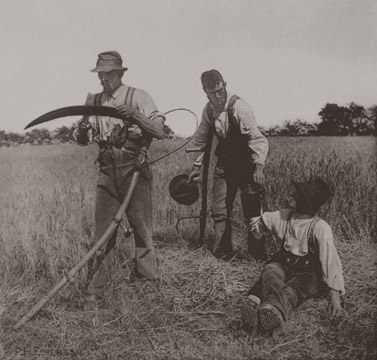
Trabajar con la guadaña fue una vez una parte básica de las habilidades agrícolas (Peter Henry Emerson: In The Barley Harvest, circa 1886)

La función principal de un agricultor es la producción de productos agrícolas como alimentos de origen vegetal y animal, así como la producción de materias primas renovables y un proveedor de energía (por ejemplo, aceite de colza, biogás). Esta actividad también incluye la gestión  de una empresa agrícola, incluida la silvicultura rural (bosque pequeño).
Se deben mencionar dos aspectos en el perfil del trabajo, que se pueden ver en la posición de la agricultura en la economía general de los países industrializados modernos:
- la oferta de servicios, por ejemplo en el ámbito del ocio y la recreación ( agroturismo, turismo en zonas rurales) y
- el mantenimiento de la naturaleza y el paisaje, la preservación y el mantenimiento del paisaje cultural.

El perfil de trabajo moderno otorga un valor particular al uso cuidadoso de los recursos naturales como el suelo, el agua y el aire, así como la observación de las relaciones ecológicas y el bienestar animal.
El trabajo solía ser muy difícil físicamente, las jornadas de trabajo de hasta 14 horas diarias eran y siguen siendo habituales en los principales meses de cosecha.

### Áreas de actividad

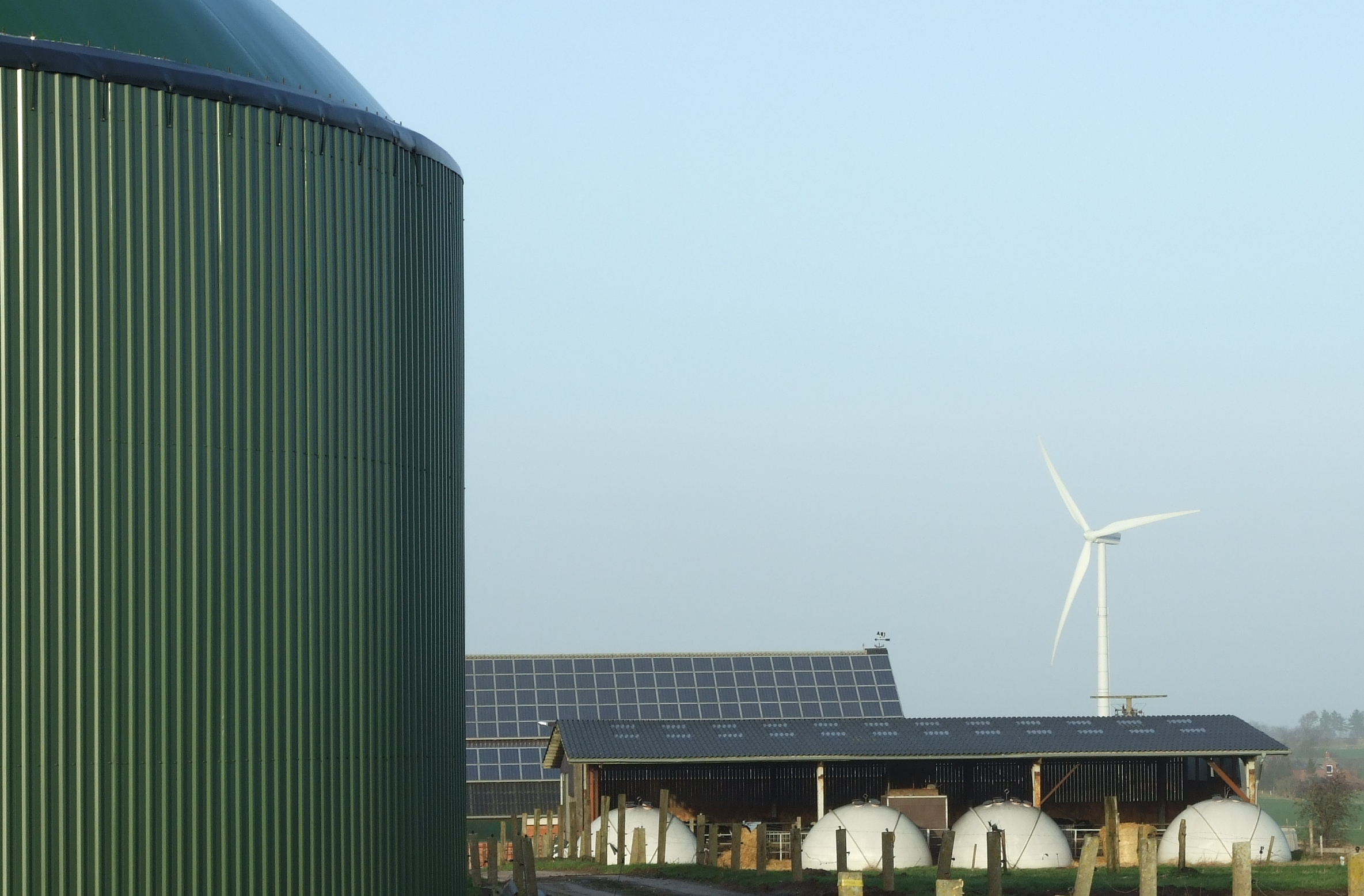
El agricultor como agricultor energético: la energía agrícola es cada vez más importante (fermentador en una planta de biogás (izquierda), sistema fotovoltaico (atrás) y planta de energía eólica)

Producción vegetal: cultivo de cereales y maíz, cultivo de raíces (p.ej, remolacha azucarera, patatas), cultivo de frutos oleaginosos ( p. ej., colza), cultivo de leguminosas (p.ej, guisantes, habas), forrajes arables (p.ej., pasto de trébol, maíz para ensilaje), gestión de pastizales, fruticultura y viticultura ("enólogos")
Producción animal: ganadería lechera, cría de ganado vacuno o de engorde de carne, cría de cerdos y lechones, cría de cerdos o engorde de cerdos, cría de gallinas ponedoras, cría de aves de corral o avicultura, cría de ovinos, cría de caballos
Energía agrícola / producción de energía (gestor energético): Cultivo de biomasa y su aprovechamiento energético, energía eólica, fotovoltaica. Muchos agricultores son al mismo tiempo productores de materias primas de combustibles como aceite vegetal, biodiésel o bioetanol, así como operadores de centrales eléctricas (por ejemplo, plantas de biogás) cuya alimentación eléctrica se remunera de acuerdo con la Ley de fuentes de energía renovable.

## Tipos de agricultores

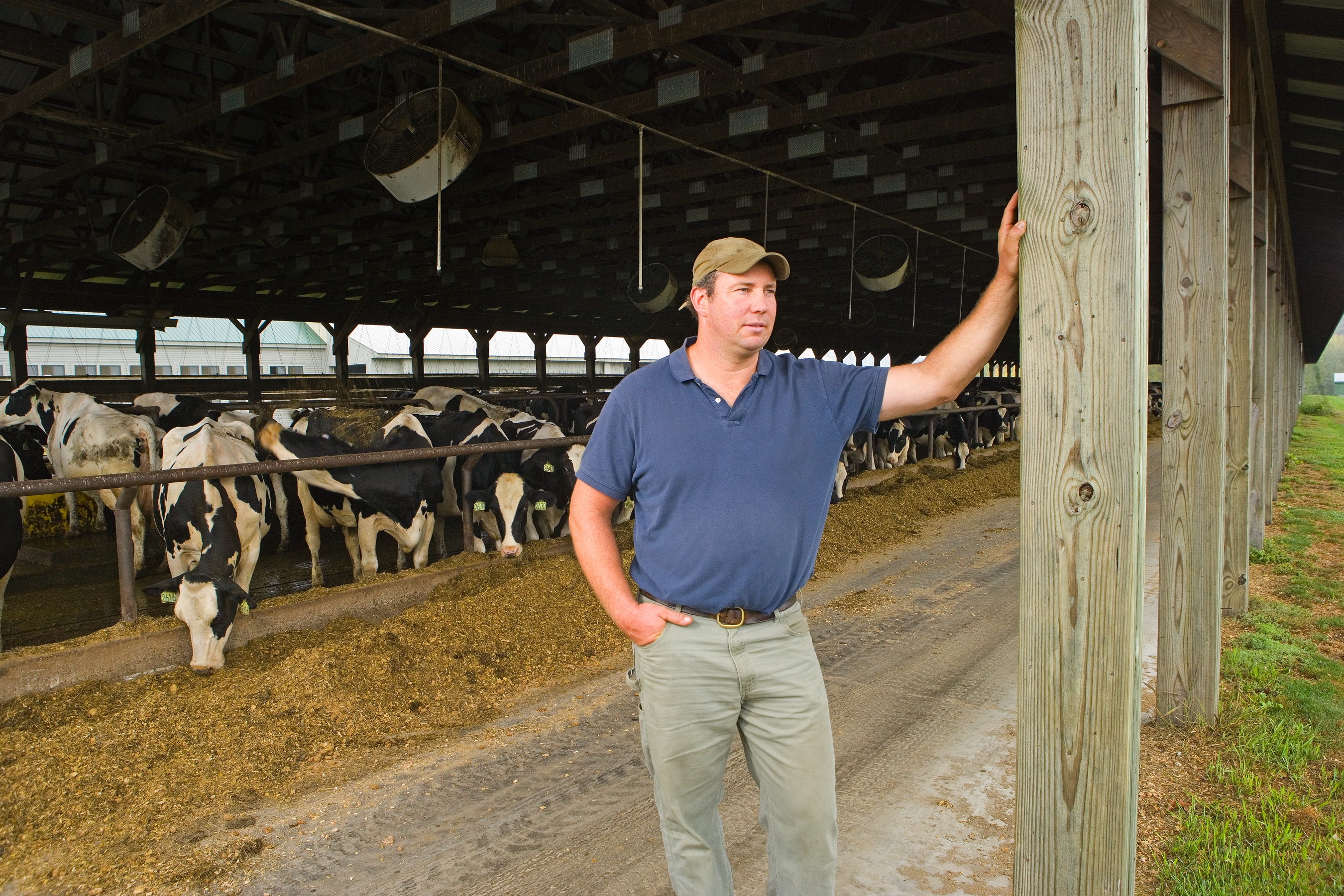
Un ganadero de leche americano en Connecticut, en EE. UU., en 2012.

Se suelen emplear términos más definidos para designar a los ganaderos que crían determinados animales domesticados. Por ejemplo, los que crían ganado de pastoreo, como ganado vacuno, ovejas, cabras y caballos, se conocen como rancheros en Estados Unidos,  o simplemente stockmen. Los ganaderos de ovino, caprino y vacuno también pueden denominarse, respectivamente, pastores, cabreros y vaqueros. El término lechero se aplica a quienes se dedican principalmente a la producción de leche, ya sea de ganado vacuno, caprino, ovino u otros animales productores de leche. Un avicultor es aquel que se dedica a la cría de pollos, pavos, patos o gansos, ya sea para la producción de carne, huevos o plumas, o,  en muchas ocasiones, las tres cosas. Un frutólogo, aquel que se dedica al cultivo de frutales.

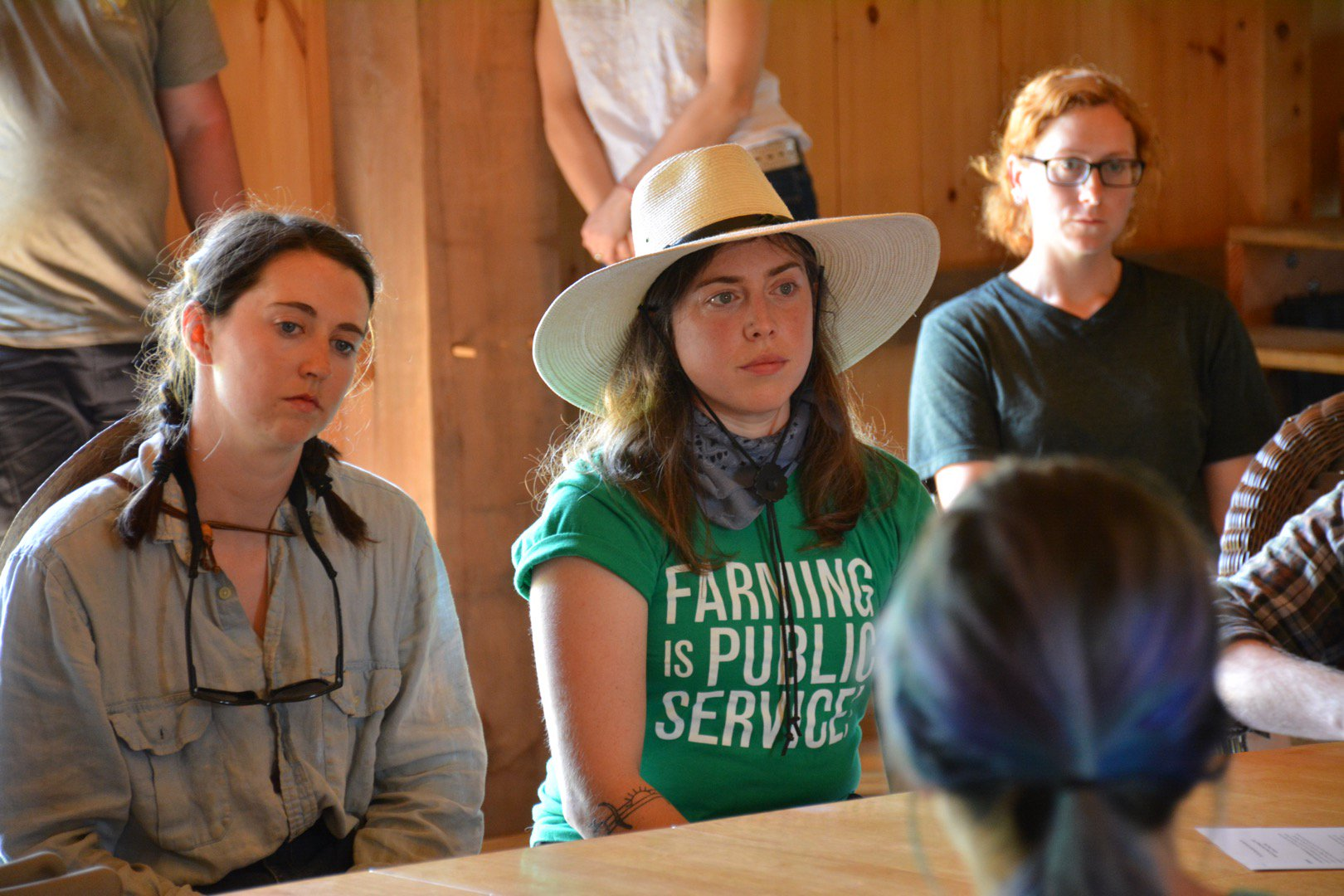
La persona del centro lleva una camiseta con la inscripción "La agricultura es un servicio público".

En las naciones desarrolladas, un agricultor (como profesión) suele definirse como alguien con una participación en la propiedad de los cultivos o el ganado, y que proporciona la tierra o la gestión en su producción. Aquellos que sólo aportan mano de obra suelen llamarse peones. Por otra parte, los cultivadores que gestionan las tierras de labranza para un propietario ausente, compartiendo la cosecha (o sus beneficios), se conocen como aparceros. En el contexto de la agroindustria, la definición de agricultor es amplia, por lo que muchas personas que no se dedican necesariamente a la agricultura a tiempo completo pueden, sin embargo, optar legalmente, en virtud de la política agrícola, a diversas subsidios, incentivos y deducciones fiscales.

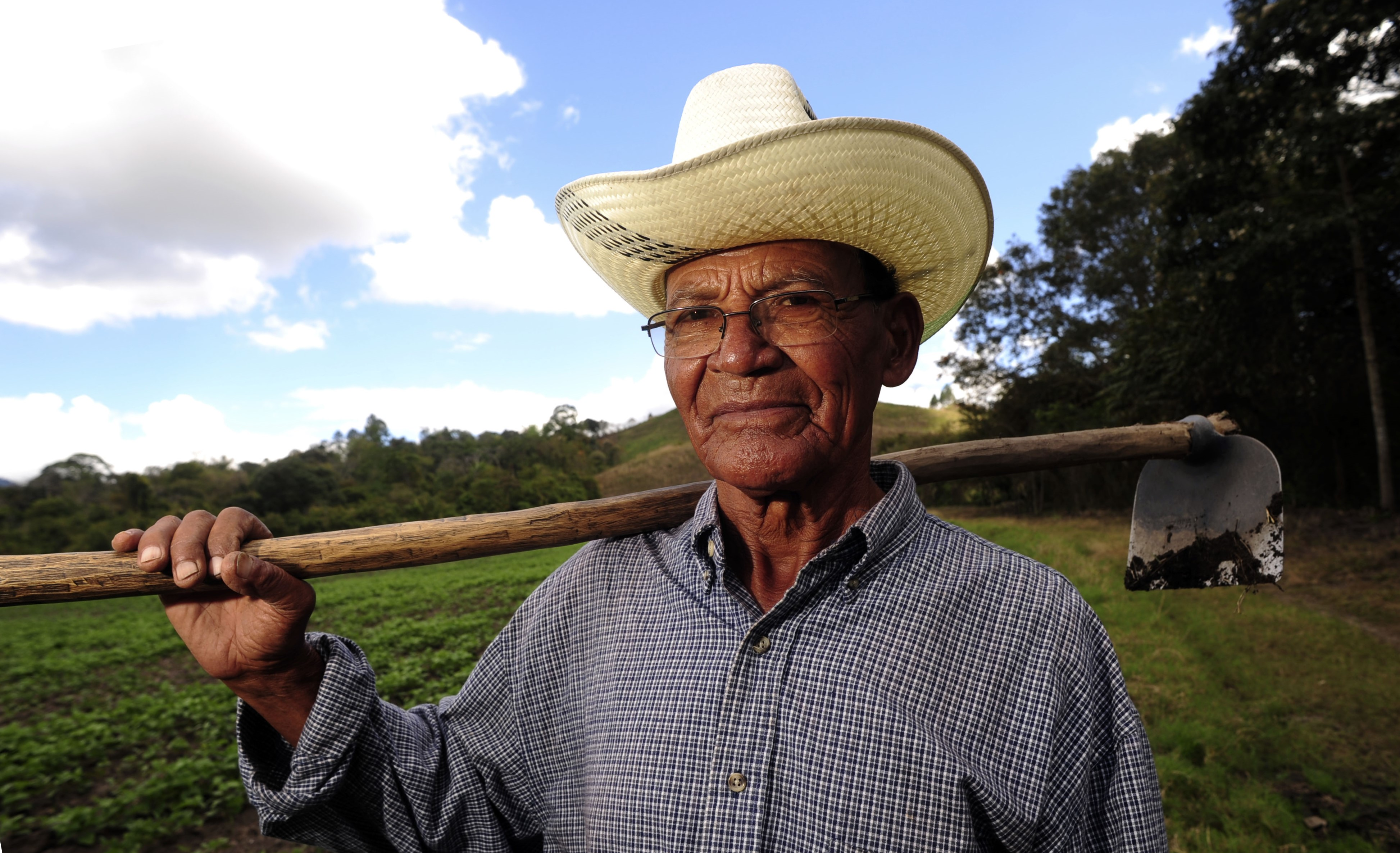
Un agricultor en Nicaragua.

### Técnicas
En el contexto de las naciones en desarrollo u otras culturas preindustriales, la mayoría de los agricultores practican una agricultura de subsistencia  para su propio autoabastecimiento en alimentos,  un sistema de agricultura orgánica que emplea la rotación de cultivos, la conservación de semillas de sus propios cultivos, la tala y quema para limpiar el campo, u otras técnicas para maximizar la eficiencia mientras se satisfacen las necesidades del hogar o la comunidad. Una persona que subsiste de esta manera puede llegar a ser etiquetada como campesina, a menudo asociada despectivamente con una "mentalidad campesina".

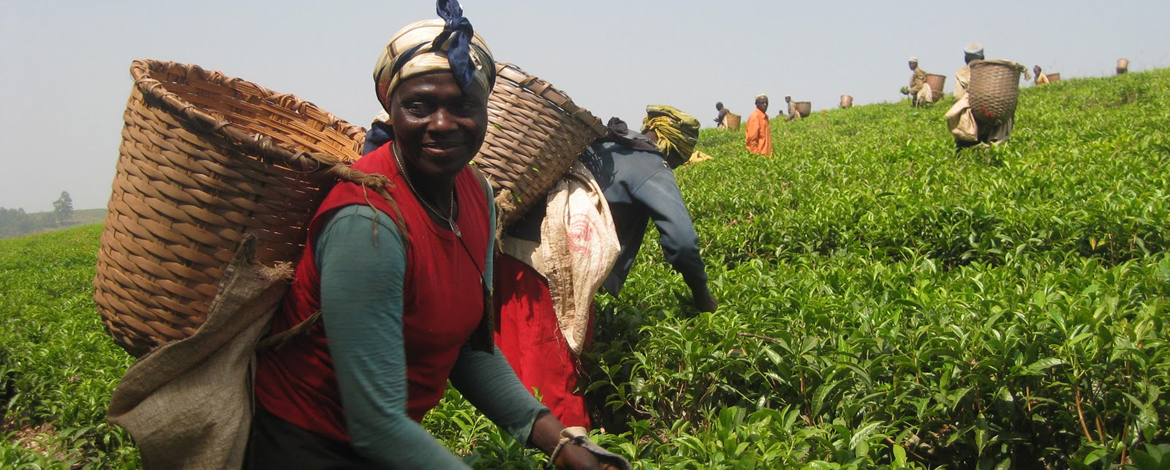
agricultores recogiendo té en Tanzania.

Sin embargo, en las naciones desarrolladas, una persona que utiliza estas técnicas en pequeñas parcelas de tierra podría llamarse jardinero y ser considerado un aficionado. Otra posibilidad es que uno se vea empujado a realizar estas prácticas por la pobreza o, irónicamente cuando hay también la agroindustria a gran escala, se convierta en un agricultor ecológico que cultiva para los consumidores exigentes/de moda  de alimentos locales.

### Agricultores en países socialistas
La agricultura en los países socialistas a menudo refleja objetivos socioeconómicos más amplios, buscando el bienestar colectivo y una distribución equitativa de recursos. Estas aspiraciones a menudo enfrentan desafíos, incluidas ineficiencias burocráticas, resistencia al cambio y presiones externas como la dinámica del mercado global. Sin embargo, la visión para la agricultura en los países socialistas suele estar arraigada en ideales de equidad, sostenibilidad y bienestar comunitario. 
Algunos aspectos clave y sueños asociados con la agricultura en estos contextos incluyen: el establecimiento de granjas colectivas o estatales, con la creencia de que agrupar recursos y trabajo puede aumentar la eficiencia y la producción, al tiempo que reduce la desigualdad; una aspiración importante es lograr la soberanía alimentaria, asegurando que todos los ciudadanos tengan acceso a alimentos suficientes, seguros y nutritivos. Esto a menudo implica priorizar la producción local sobre las importaciones; las ideologías socialistas tienden a enfatizar prácticas agrícolas sostenibles, buscando equilibrar la productividad con el cuidado ambiental y la salud ecológica a largo plazo; hay un enfoque en mejorar la calidad de vida en las áreas rurales, a través de inversiones en infraestructura, educación y atención médica, fomentando comunidades vibrantes alrededor de la producción agrícola; los marcos socialistas a menudo buscan empoderar a los pequeños agricultores y cooperativas, proporcionándoles recursos, capacitación y acceso a mercados para mejorar sus medios de vida.
La investigación agrícola apoyada por el estado puede impulsar la innovación en variedades de cultivos, control de plagas y prácticas sostenibles, con el objetivo de aumentar la productividad mientras se preservan los ecosistemas. El asegurar salarios y condiciones de trabajo justas para los trabajadores agrícolas es un sueño fundamental, promoviendo la justicia social y reduciendo la explotación.

## Simbolismo
En la cultura occidental, desde la antigüedad, el agricultor ha sido considerado una figura de humildad y sencillez, pero de también de protección y guía. 
La agricultura se representa del mismo modo que a la diosa Ceres, coronada de espigas, con un arado al lado y un arbusto que empieza a florecer. Algunas veces, tiene un cuerno de la abundancia lleno de toda clase de frutos y ambas manos sobre una pala o azada.

## Perspectiva sociológica

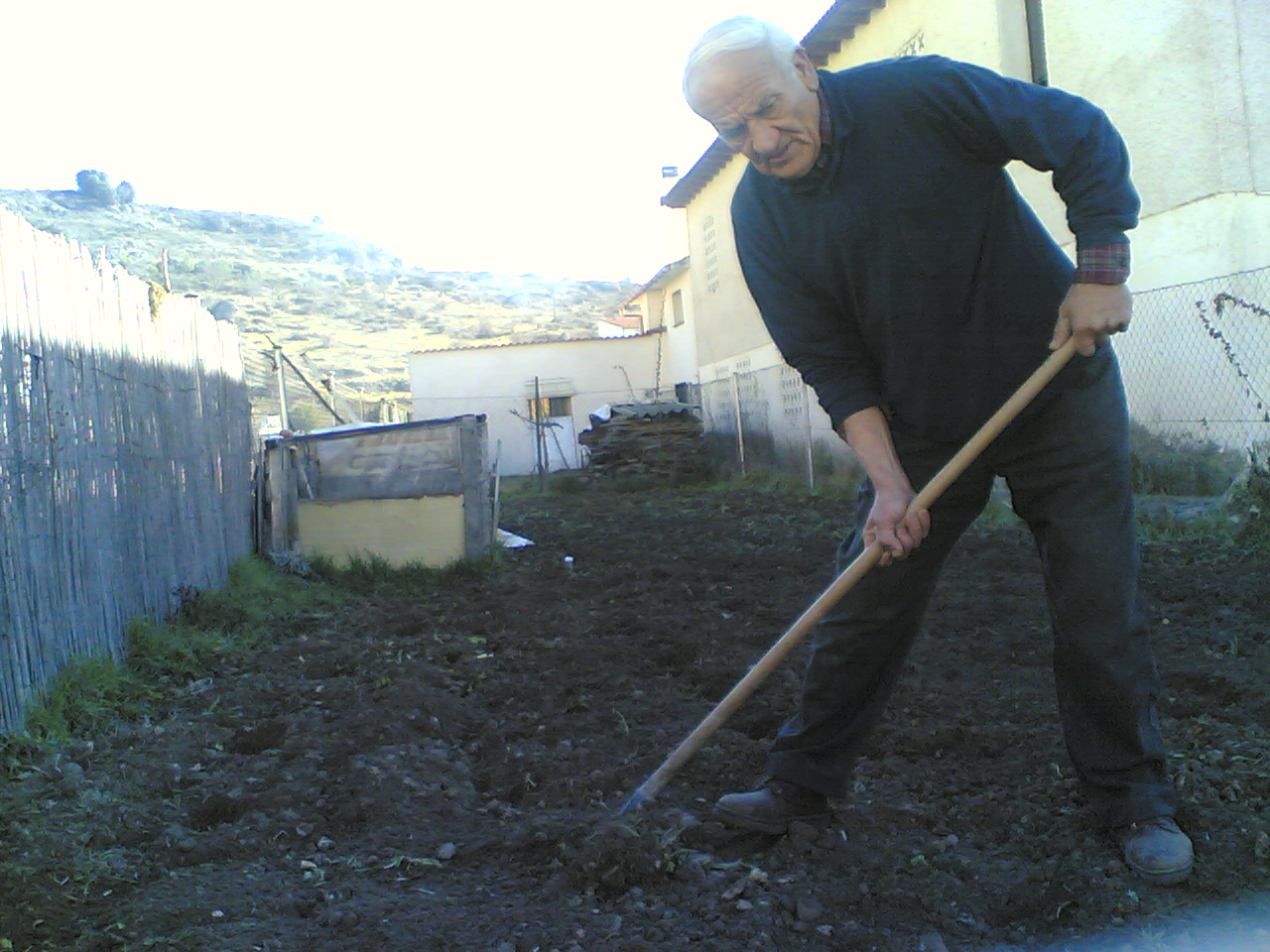
Los agricultores son interesantes desde un punto de vista sociológico, porque a menudo se los considera un ejemplo de resiliencia y capacidad de recuperación.

Los agricultores son interesantes desde un punto de vista sociológico porque a menudo se los considera un ejemplo de resiliencia o adaptabilidad.  Aunque los agricultores de todo el mundo a menudo obtienen ingresos inferiores a la media nacional, los efectos típicos de la pobreza en sus hijos no suelen producirse.
Glen Elder analizó las orientaciones de valor entre los agricultores estadounidenses. Con el Proyecto de Jóvenes y Familias de Iowa, descubrió que la pobreza tiene sorprendentemente pocas consecuencias para los niños del campo.

## Riesgos laborales

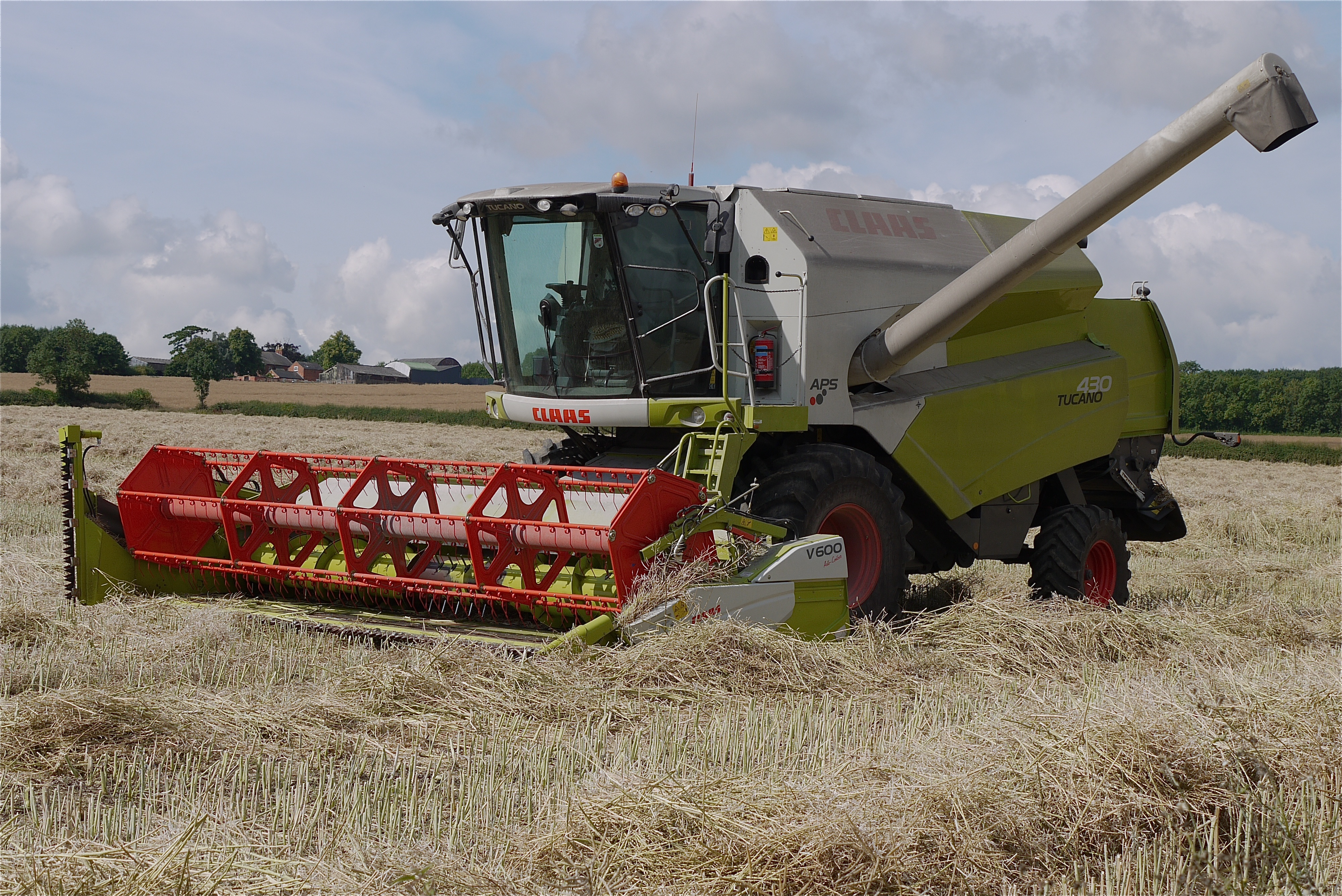
Una cosechadora en una granja inglesa

Existen varios riesgos laborales para quienes se dedican a la agricultura; la agricultura es una actividad especialmente peligrosa. Los agricultores pueden encontrar y ser picados o mordidos por insectos peligrosos y otros artrópodos, como escorpiones, hormigas coloradas, abejas, avispas y avispones. Los agricultores también trabajan alrededor de maquinaria pesada que pueden causar graves lesiones o resultar fatales. Los agricultores también pueden sufrir dolores musculares y articulares debido al esfuerzo físico repetido.